# Węglówka (województwo małopolskie)
Węglówka – wieś w Polsce położona w województwie małopolskim, w powiecie myślenickim, w gminie Wiśniowa. W latach 1975–1998 miejscowość należała administracyjnie do województwa krakowskiego.

## Położenie
Miejscowość położona jest w dolinie potoku Niedźwiadek, wcinającej się w południowe stoki Pasma Lubomira i Łysiny zaliczanego do Beskidu Wyspowego. Zabudowania i pola uprawne Węglówki zajmują nie tylko dno doliny, ale również zbocza Lubomira, Patryji i Szczałby. Dawniej dochodziły niemal do samych szczytów tych gór. Obecnie większość wysoko położonych polan i łąk już zarosła lub zarasta lasem, ale wysoko pod przełęczą Weska znajduje się jeszcze duża polana Weszkówka z jednym gospodarstwem.

## Części wsi
Integralne części wsi Węglówka: Buniorówka, Burdelówka, Dół, Dominówka, Drabówka, Dwór, Judaszówka, Kucmówka, Las, Lisówka, Majdówka, Murzynówka, Obajtkówka,  Olejarzówka, Oleskówka, Parylówka, Pilchówka, Przylaskówka, Rzeka, Sternalówka, Węgierskie, Weszkówka, Wosiówka

## Historia
W Węglówce, na górze Lubomir od 1922 r. do 1939 r. działała stacja obserwacyjna, jedno z ważniejszych polskich obserwatoriów astronomicznych, gdzie odkryto dwie komety (kometa C/1925 G1 odkrywca Lucjan Orkisz 3 kwietnia 1925, kometa C/1936 O1 współodkrywca Władysław Lis 17 lipca 1936). W 1944 r. zniszczone przez Niemców. Odbudowane w 2006 r., działa od 6 października 2007 r. jako Obserwatorium Astronomiczne im. Tadeusza Banachiewicza na Lubomirze, prowadząc również pokazy nieba dla zwiedzających.

## Opis miejscowości
W miejscowości znajdują się dwa kościoły. Starszy – kościół (filialny) pod wezwaniem Matki Boskiej Anielskiej – znajduje się w górnej części wsi, w przysiółku Ślusarzówka, u podnóża Lubomira. Został zbudowany w XIX w. i przebudowany w 1905 r. Młodszy – kościół parafialny pod wezwaniem Matki Bożej Nieustającej Pomocy – znajduje się w centrum wsi, wybudowany w latach 1933-39.
W 1895 r. dzięki staraniom ks. Jana Ślósarza z archidiecezji lwowskiej posługę w Węglówce podjęły siostra franciszkanki Rodziny Maryi. W 1913 r. utworzono tu samodzielną parafię, wyodrębnioną z parafii w Wiśniowej. Prowadzili ją księża diecezjalni, a w 1952 r. przejęli ją księża sercanie. 

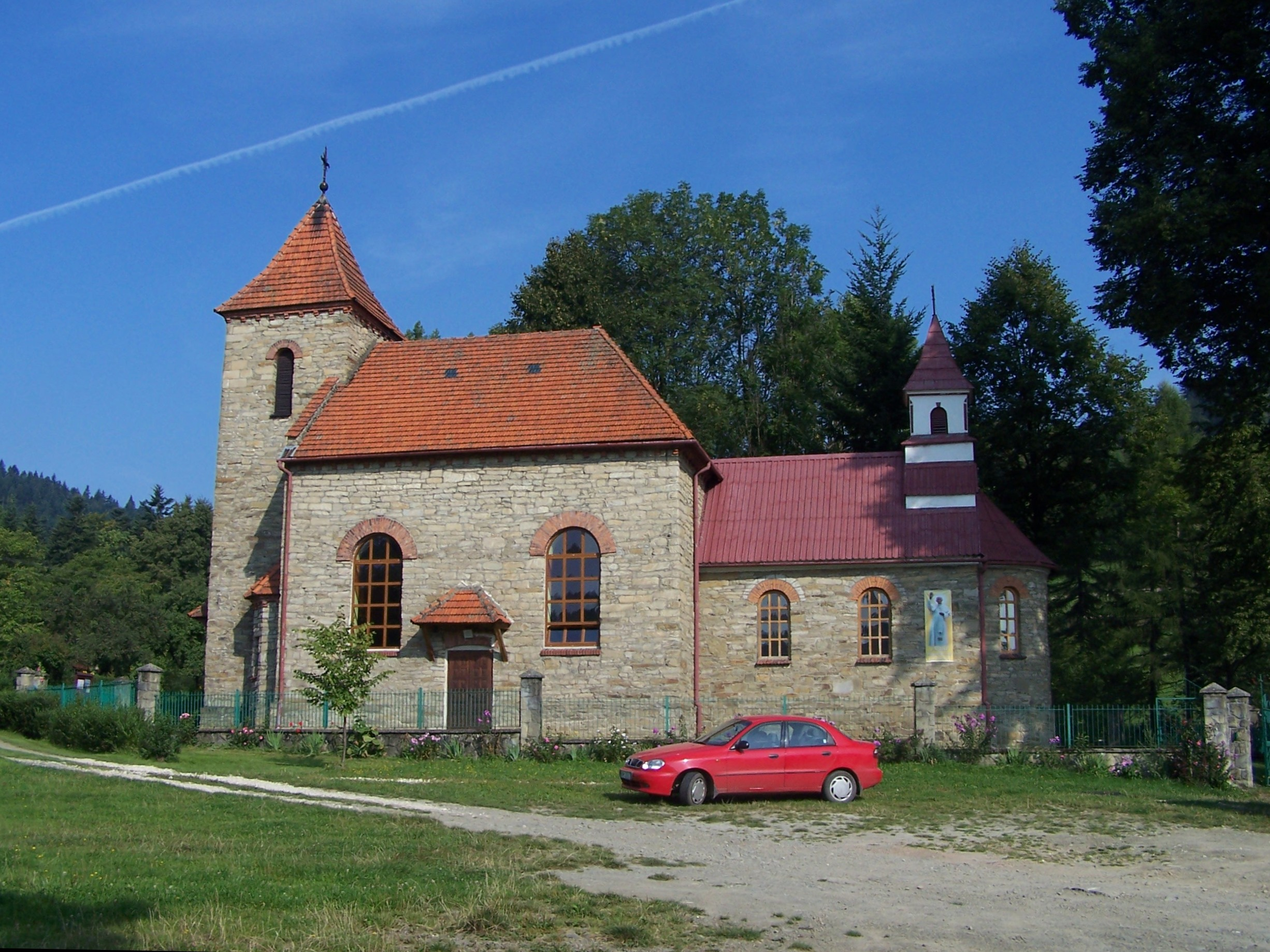
Kościół Matki Boskiej Anielskiej